# Спеваковский, Александр Борисович
Александр Борисович Спеваковский (род. 20 февраля 1947 г., Ленинград) — советский российский этнолог, доктор исторических наук, научный сотрудник сектора Сибири Института этнографии АН СССР, преподаватель университета г. Отару (Япония), исследователь истории и этнографии айнов, истории и этнографии народов Сибири, Крайнего Севера и Дальнего Востока.

## Биография
Родился в семье служащих. В 1966—1968 годах служил в Советской армии. В 1969—1974 годах учился на историческом факультете Ленинградского государственного университета, специализировался на кафедре этнографии и антропологии, где его учителями были Рудольф Фердинандович Итс и Дмитрий Глебович Савинов.
С 1974 года исследовательская деятельность была связана с Институтом этнографии Академии наук СССР. В 1974—1976 годах был стажером-исследователем, в 1976—1983 годах — младшим научным сотрудником сектора Сибири Института этнографии АН СССР. В 1983—1992 годах был ученым секретарем Ленинградской части Института этнографии АН СССР.
В 1981 году под руководством Иннокентия Степановича Вдовина защитил кандидатскую диссертацию на тему «Традиционная и современная культура эвенов».
В 1993 году защитил докторскую диссертацию «Айны: проблемы истории и традиции этноса».
С начала 1990-х годов работает в Японии, преподает в университете города Отару (Хоккайдо).

## Научная деятельность
Сфера научных интересов — история и этнография Японии; история и этнография народов Сибири, Крайнего Севера и Дальнего Востока; этнография айнов.
В работе «Духи, оборотни, демоны и божества айнов (религиозные воззрения в традиционном айнском обществе)» (1988) рассматриваются анимистические представления айнов — представления о вселенной, духах и богах верхнего мира, внешнего мира, покровителях семьи, очага, духах айнской усадьбы, вредоносных духах и демонах. Автор характеризует основные культы айнов — культы инау, огня, медведя и предков, описывает практическую сторону религиозных культов — медвежий праздник и другие обряды, связанные с «проводами» животных, погребальный обряд, строительная магия, синураппа — культ предков, традиции айнского шаманизма. Исследователь приходит к выводу о видоизменении многих традиций и обрядов в XX веке из-за малочисленности айнского населения и японского культурного влияния.
В докторской диссертации «Айны: проблемы истории и традиции этноса» исследователь обращается к проблеме этногенеза айнов, особенностям традиционной айнской культуры. В центре внимания находятся проблемы формирования этноса, общие и локальные характеристики этнической культуры айнов на Дальнем Востоке. Хронологические рамки исследования охватывают время, начиная со становления айнской культуры дзёмон до современности. Исследование базируется на письменных и полевых источниках, собранных во время палеоэтнографических и палеоантропологических работ на Курильских островах в 1979, 1985, 1987 годах в айнских поселках на Хоккайдо и при опросе айнских информаторов в Токио. В работе впервые в отечественной этнографии рассматривается система терминов родства и свойства айнов. Также впервые дается подробное и систематизированное описание айнских религиозных воззрений. Проанализировано современное состояние айнской общности, тенденции сохранения этнических традиций и ее развития.
Монография «Камикадзе. «Божественный ветер» в истории Японии» (2013) посвящена военной истории Японии и, в частности, феномену камикадзе от средневековья до событий на тихоокеанском театре военных действий Второй мировой войны. Истоки этого явления, по мнению автора, ведут в XIII в., когда конфронтация с монголами инициировала появление нового института. Уделяется внимание особенностям психологического облика камикадзе, сформированного сочетанием синтоистских и буддийских религиозных догм.

## Основные работы
- Традиционное в современной культуре эвенов // Изучение преемственности этнокультурных явлений. М., 1980. С. 98-106.
- Материалы по системе терминов родства и свойства эвенов Камчатки // Полевые исследования ИЭ. 1978. М., 1980. С. 128—133.
- Самураи — военное сословие Японии. М.: Наука, 1981. 169 с.
- Система терминов родства айнов бассейна реки Сару (предварительное сообщение) // Взаимосвязь социальных и этнических факторов в современной и традиционной культуре. М., 1983. С.114-123.
- Этнокультурные контакты тунгусоязычных народностей на востоке Сибири (эвены и эвенки) // Этнокультурные контакты народов Сибири. Л.: Наука, Ленингр. отд-ние, 1984. С.121-131.
- Пиктографические надписи айнов _ Полевые исследования Института этнографии АН СССР, 1980 - 1983 гг. с.225 - 233 (в соавторстве).
- Айны. - Вопросы истории. М., 1985, № 3, с.180 - 188.
- Айны: судьба древнего народа. - Расы и народы. М., 1986, № 15, с. 185 - 193.
- Айнская терминология родства. - Советская этнография. М., 1986, № 2, с. 45 - 56.
- Религия синто и войны. Л.: Лениздат, 1987. 112 с.
- Духи, оборотни, демоны и божества айнов (религиозные воззрения в традиционном айнском обществе). М.: Наука, 1988. 205 с.
- Этногенез айнов в свете этнической истории Дальнего Востока. 12-й Междунар. конгр. антропол. и этнол. наук, Загреб, Югославия, 24-31 июля 1988 г. М. : Наука, 1988. 6,[1] с.172.
- Древнее погребение на о-ве Шикотан и проблема хэтногенеза айнов. - Советская этнография. М., 1989, № 5, с. 50 - 63.
- Radiocarbon Chronology of Archaeological Sites of Kurile Islands. - Radiocarbon, 1993, Vol. 35, N 3 (в соавторстве).
- Ainu Collections in Museums of St.-Petersburg. - European Studies on Ainu Language and Culture. Ed. J.Kreiner. Munich, 1993, Bd. 6.
- Animal Cults and Ecology: Ainu and East Siberian Examples. - Religion and Ecology in the North. Tokyo, 1994, p. 103 - 108.
- Древнее погребение охотской культуры в бухте Дельфин (о.Шикотан). // Language Studies, 1997, N 5, 51-57.
- История и культура эвенов: историко-этнографические очерки. СПб.: Наука, 1997. 180 с. (коллективная монография)
- Современные айнские праздники // Сборник Коммерческого института Отару. [Отару], 1998. T. 95. C. 81-102. (на яп. яз.)
- Инау: К проблеме происхождения // Сборник Коммерческого института Отару. [Отару], 1998. Т. 96. С. 171—187. (на яп. яз.)
- Музей Бишопа // Курьер Петровской Кунсткамеры. 1999. Вып. 8-9 . С.177-182
- Айнская общность за последнее столетие (в сравнении с коренными народами Сибири и Дальнего Востока) // Language Studies. 2003.
- № 11. P. 41-49[3].
- Samuraje. Warsszawa, 2007, 135 c.
- Камикадзе. «Божественный ветер» в истории Японии. СПб.: Паритет, 2013. 446, [1] с.
- Дэзи Фрэдман и Стэн Капенда (Over the Edge). Лулу-Пресс (США), 2012. 552 с. (Дэзи Фрэдман и Стен Капенда (Через край)). Написано пером. СПб.: 2013. 439 с.
- Айнская проблема: вопросы этногенеза и этнической истории айнов / Российская академия наук, Музей антропологии и этнографии им. Петра Великого (Кунсткамера); отв. ред. А. Б. Спеваковский. СПб.; Владивосток: Рубеж, 2017. 255 с.
- Этнографические записки: рассказы о грустном и веселом в жизни этнографов и исследуемых ими миров. СПб.: Написано пером, 2017. 273 с.
- -       Раковинная куча Охотской культуры на острове Шикотан (к проблеме этнической истории Курильских островов); Древнее погребение Охотской культуры в бухте Дельфин (о. Шикотан)             http://www.dokyoi.pref.hokkaido.lg.jp/hk/bnh/pd/library.htm (Электронная            библиотека Отдела культурных ценностей и музейных дел Управления             образования Хоккайдо).